# Alveoplectrus truncatus
Alveoplectrus truncatus är en stekelart som beskrevs av Wijesekara och Schauff 1997. Alveoplectrus truncatus ingår i släktet Alveoplectrus och familjen finglanssteklar.
Artens utbredningsområde är Costa Rica. Inga underarter finns listade i Catalogue of Life.